# Second œuvre
En architecture et en construction, le second œuvre ou œuvre léger est ce qui n'est pas du gros œuvre fournissant la structure de l'ouvrage. C'est-à-dire tout ce qui ne concourt pas à la reprise des efforts subis permanents (les charges reçues par la construction et son poids propre) ou efforts temporaires (vent, séismes, etc.) : ce qui ne concourt pas à la solidité, à la stabilité de l'édifice.
Le second œuvre est fait par tous les corps de métiers intervenant (sauf exception) à la suite du gros œuvre, afin d’achever, d’aménager et d’équiper l'ouvrage.
Les différentes tâches sont sous surveillance et/ou exécutées par des ouvriers spécialisés.
Le second œuvre est censé avoir une durée de vie inférieure à celle de la structure et il faut habituellement procéder régulièrement à sa rénovation au cours du temps (une usure hors structure).
- Charpente légère non porteuse d'étage
- Couverture de toit
- Enduits de façade
- Bardage remplissage de façade
- Menuiseries de portes et fenêtres intérieures et extérieures
- Escaliers et mezzanines rapportés non intégrés à la structure porteuse
- Isolation thermique et acoustique
- Cloisons séparatives non porteuses
- Plafonds
- Revêtement immobilier mural et de sol, parquet et enduits spéciaux au sol
- Électricité, courants forts, courants faibles ; téléphonie
- Plomberie, amenée d'eau, conduits sanitaires et de descente d'eaux pluviales
- Équipement en mobilier des cuisines, salles de bain et sanitaires
- Chauffage et conduites de carburant gaz, fuel…
- Fumisterie, cheminées et chemisage
- Climatisation
- Ventilation mécanique contrôlée
- Ascenseur, escalier mécanique
- Éléments de sécurité incendie, trappes de désenfumage, extincteurs, blocs secours
- Pompes de relevée d'eau (inondante), surpresseurs de rétablissement de pression d'eau aux étages hauts